# Floccularia luteovirens
Floccularia luteovirens är en svampart. Floccularia luteovirens ingår i släktet Floccularia och familjen Agaricaceae.

## Underarter
Arten delas in i följande underarter:
- alba
- luteovirens